# 히응우옌
히응우옌(베트남어: Hy Nguyên / 熙元 희원 /  1379년 8월)은 베트남 쩐 왕조(陳朝) 시기에 북강로(北江路)에서 반란을 일으킨 응우옌보(베트남어: Nguyễn Bổ / 阮補 완보)가 사용한 연호이다. 

## 연호 기록
- 《대월사기전서》(大越史記全書) 〈본기전서〉(本紀全書) 권8 - 진기(陳紀) 4 - 「(己未三年), 秋八月，北江路人阮補稱為唐郎紫衣，以法術借號稱王，作亂伏誅。」

## 연대 대조표
| 히응우옌 | 서기(西紀) | 간지(干支) | 쩐 왕조 연호     | 명나라 연호     |
| 원년     | 1379년     | 기미(己未) | 쓰엉푸(昌符) 3년 | 홍무(洪武) 12년 |